# Jadirejo
Jadirejo is een bestuurslaag in het regentschap Pekanbaru van de provincie Riau, Indonesië. Jadirejo telt 5387 inwoners (volkstelling 2010).